# Кадиївка
Кади́ївка — село в Україні, у Ярмолинецькій селищній громаді Хмельницького району Хмельницької області (Україна). Населення становить 401 осіб - 2024.

## Історія
Увечері 28 жовтня 1921 р. під час Листопадового рейду Кадиївку здобула Подільська група Армії Української Народної Республіки (командувач Михайло Палій-Сидорянський).

## Символіка

### Герб
Щит перетятий срібною підвищеною балкою, обтяженою візерунком із червоних восьмипроменевих зірок, пробитих в стовп, балку і перев'язи, і чорних ромбів. У першій лазуровій частині золотий коровай, супроводжуваний по сторонах двома меншими золотими соняхами з чорними серединками, у другій зеленій срібна курка з червоним гребенем і золотими лапами. Щит вписаний в золотий декоративний картуш і увінчаний золотою сільською короною. Унизу картуша напис «КАДИЇВКА» і рік «1776».

### Прапор
Квадратне полотнище поділене горизонтально на три смуги — синю, білу і зелену, у співвідношенні 2:1:3. На верхній смузі жовтий коровай, супроводжуваний по сторонах двома меншими жовтими соняхами з чорними серединками в горизонтальний ряд, на другій візерунок із червоних восьмипроменевих зірок, пробитих в стовп, балку і перев'язи, і чорних ромбів, на третій біла курка з червоним гребенем і жовтими лапами, обернена до древка.

### Пояснення символіки
Срібна балка зі стилізованим вишитим візерунком — символ вишитого рушника як знак гостинності. Коровай і два соняхи — три села, що підпорядковувалися Кадиївській сільській раді. Курка означає розвинуте птахівництво. На прапорі повторюються кольори і фігури герба.

## Галерея

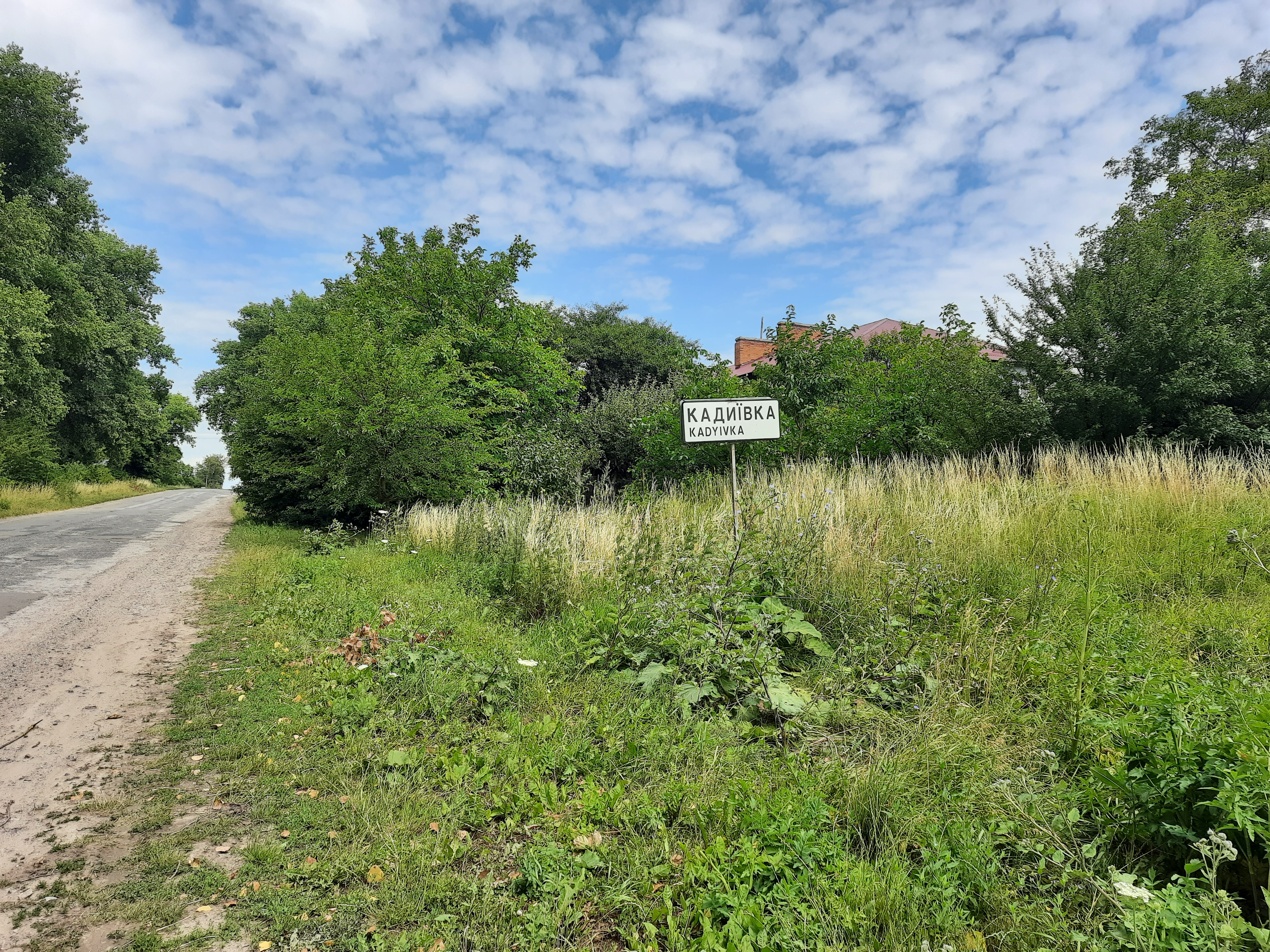
Дорожній знак при в'їзді в село
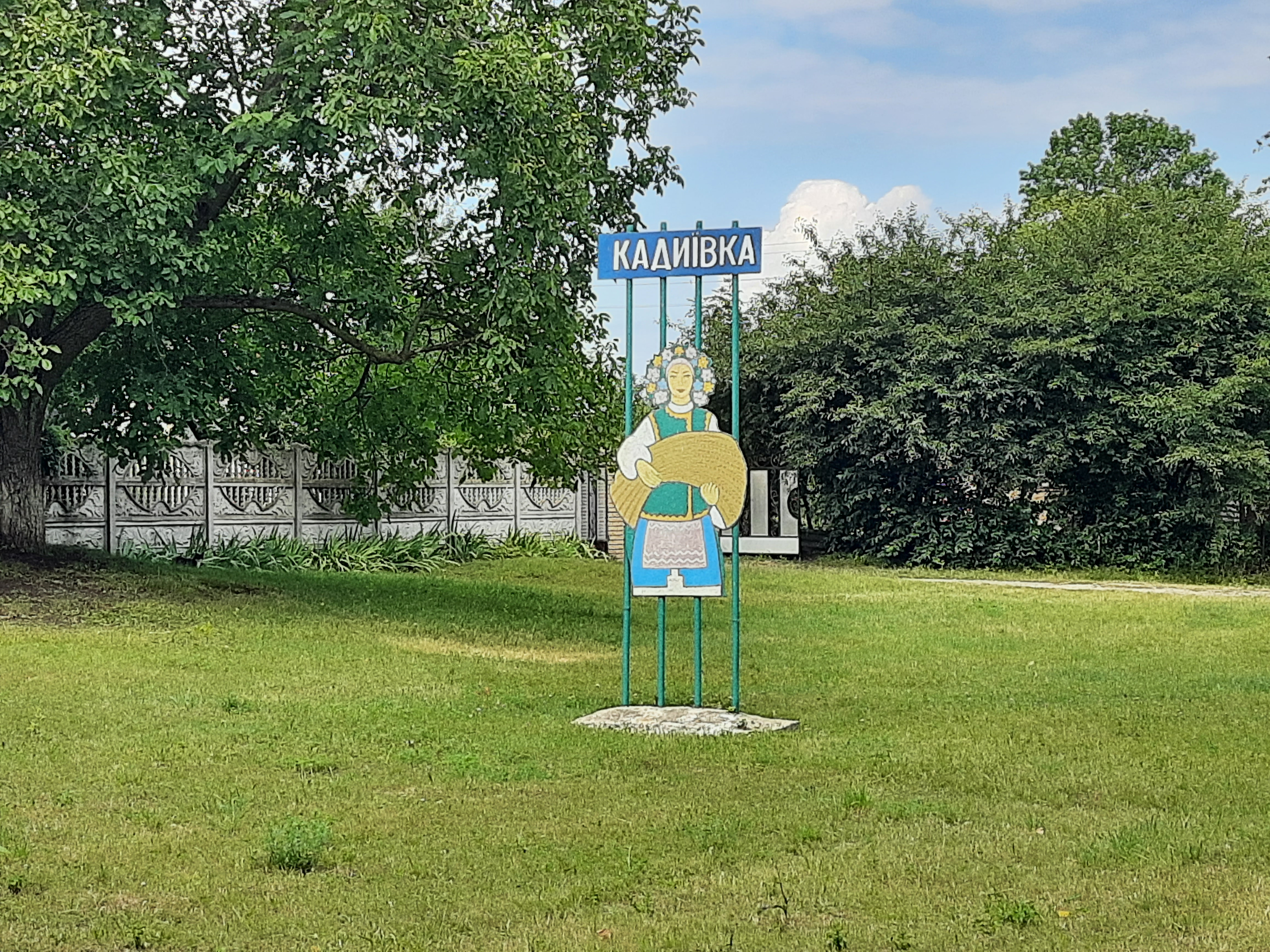
Знак при в'їзді в село
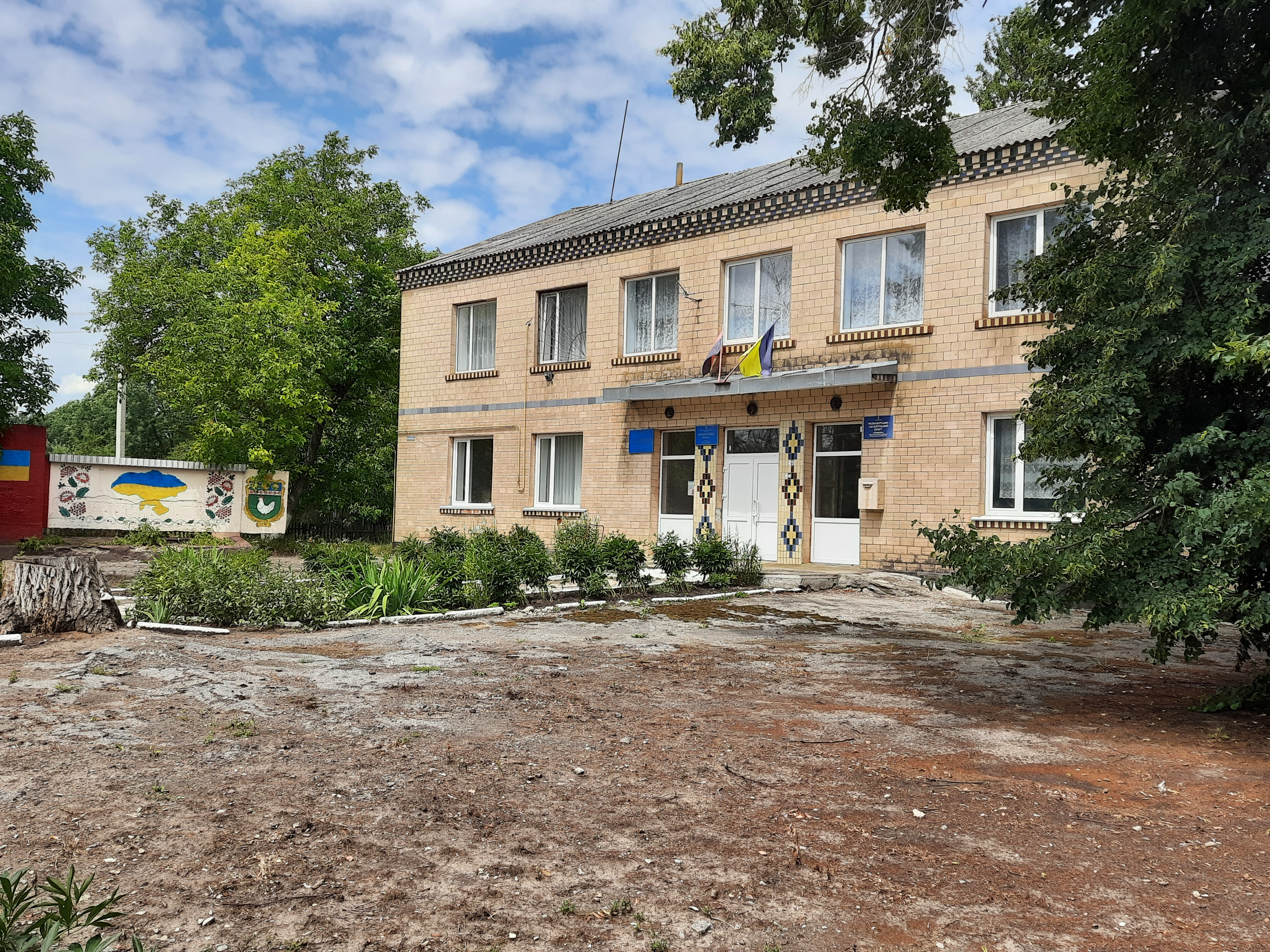
Клуб, бібліотека, фельдшерський пункт
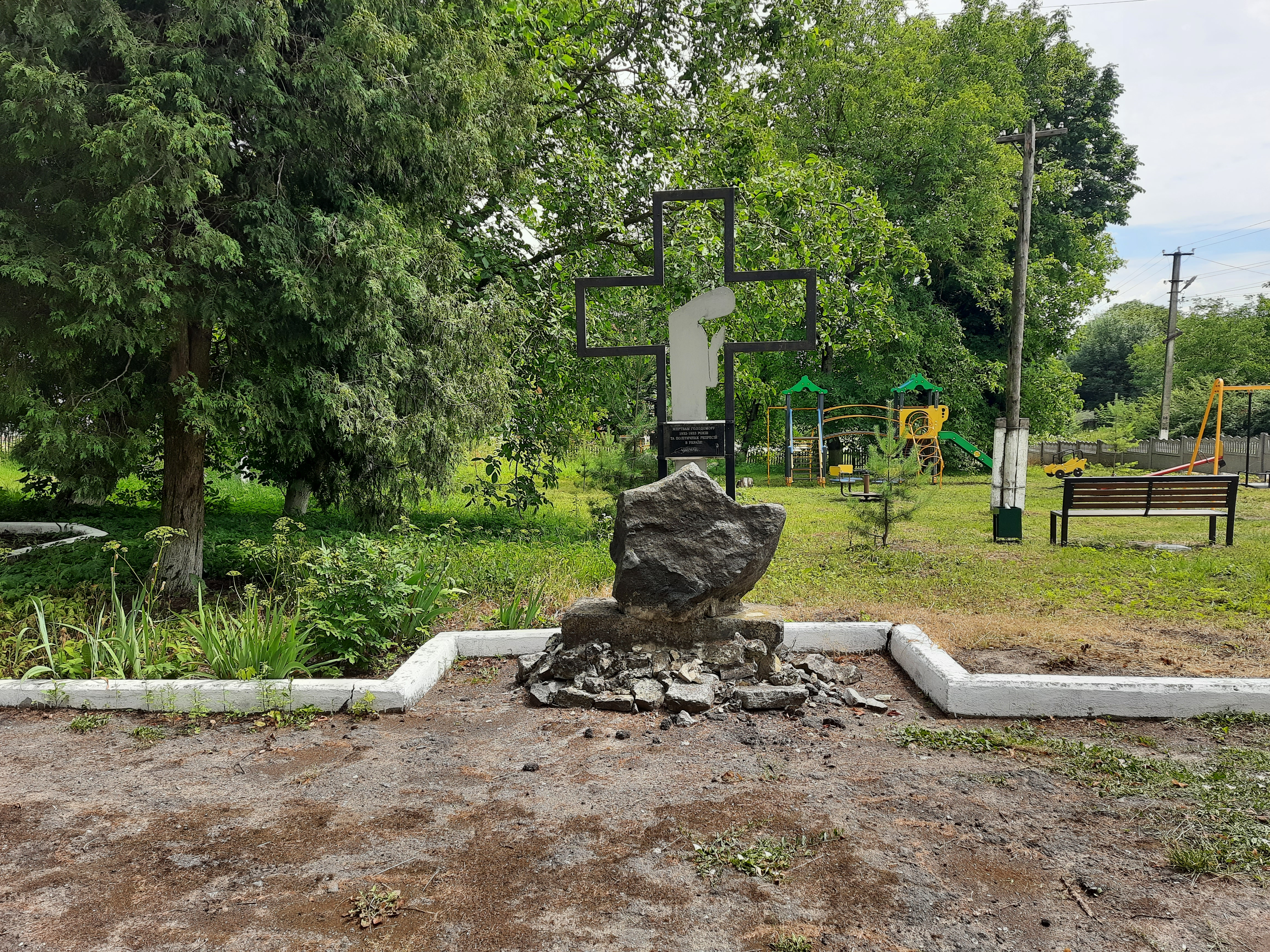
Пам'ятний знак жертвам голодомору
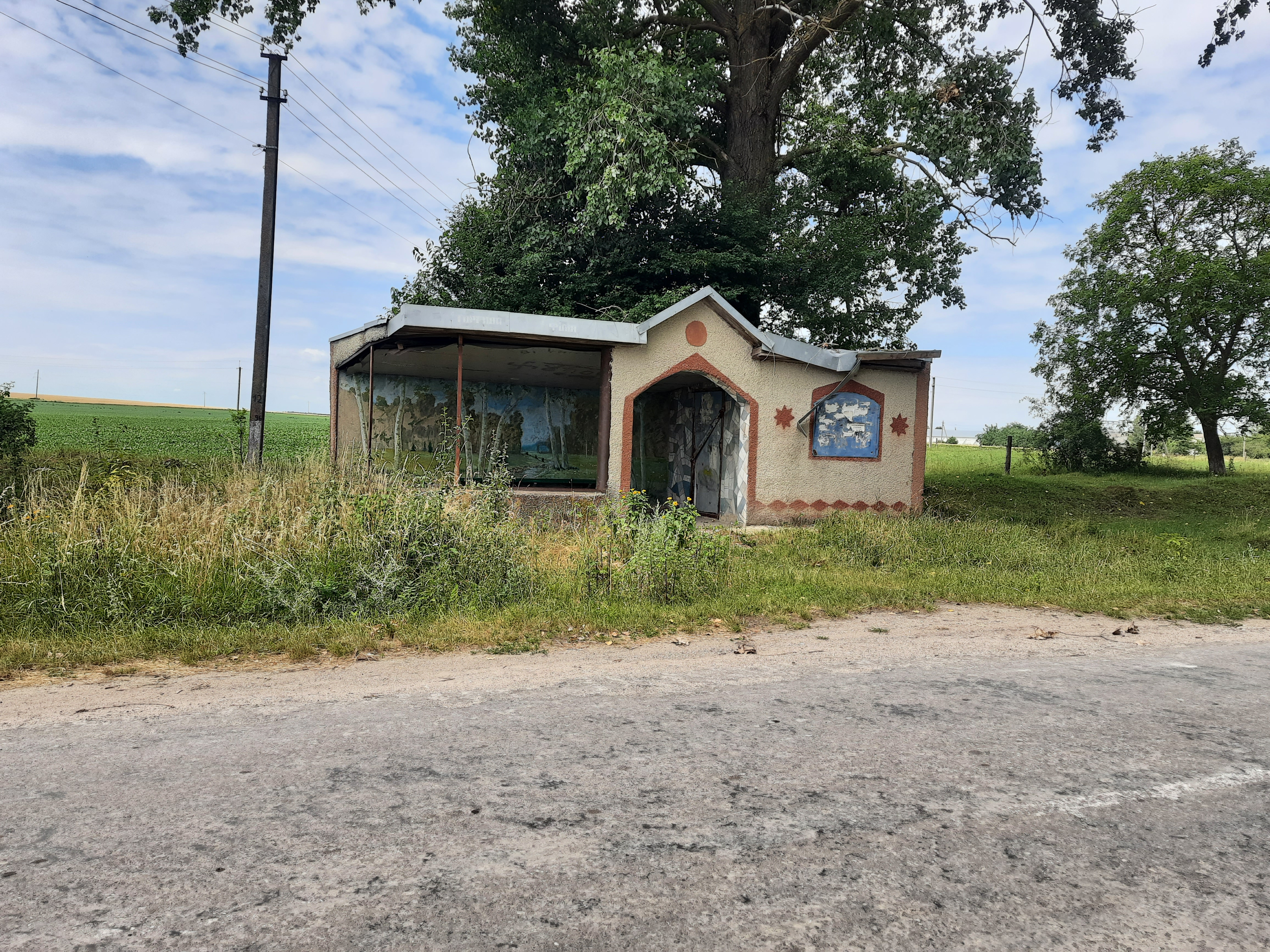
Автобусна зупинка
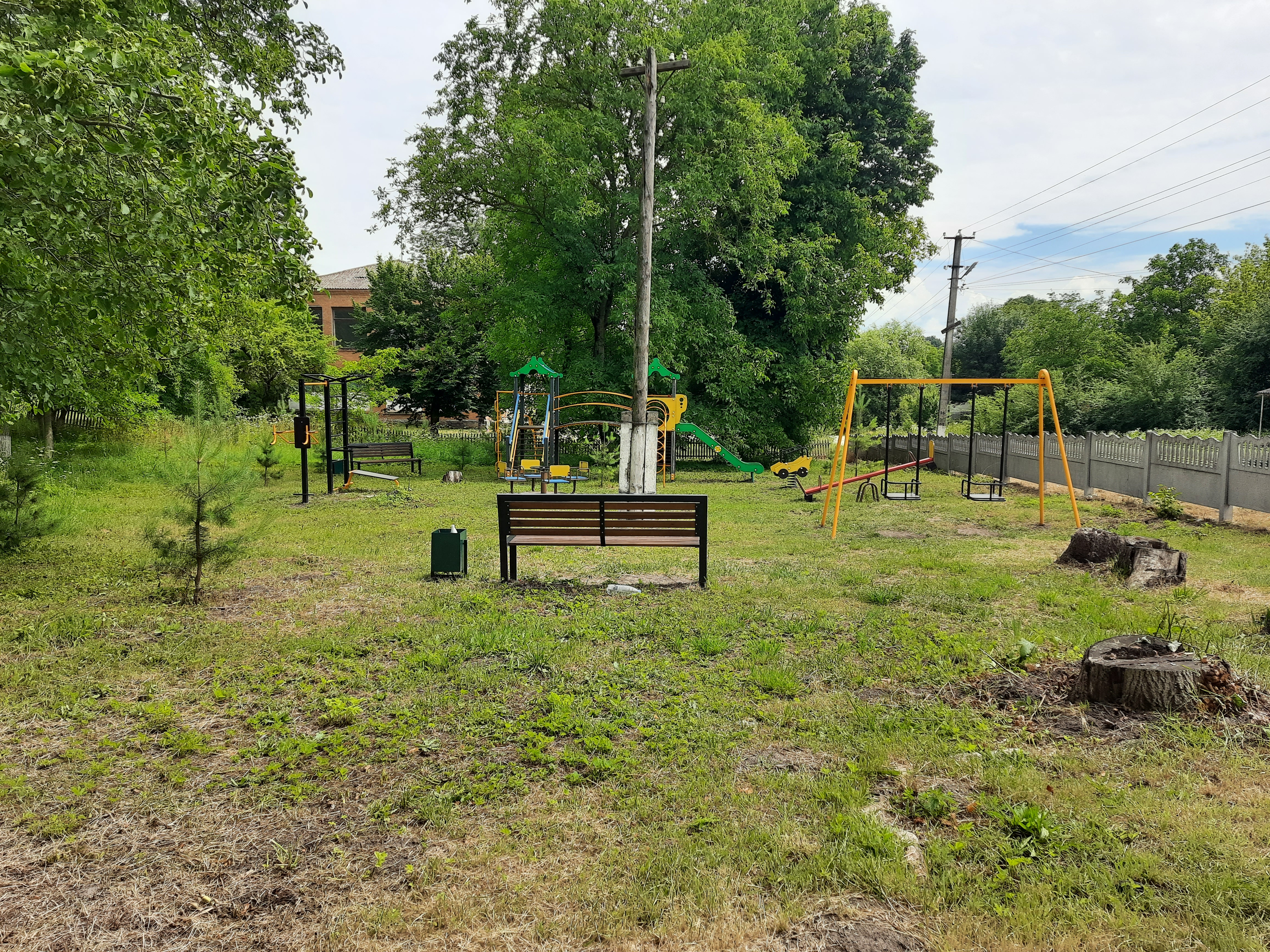
Дитячий майданчик
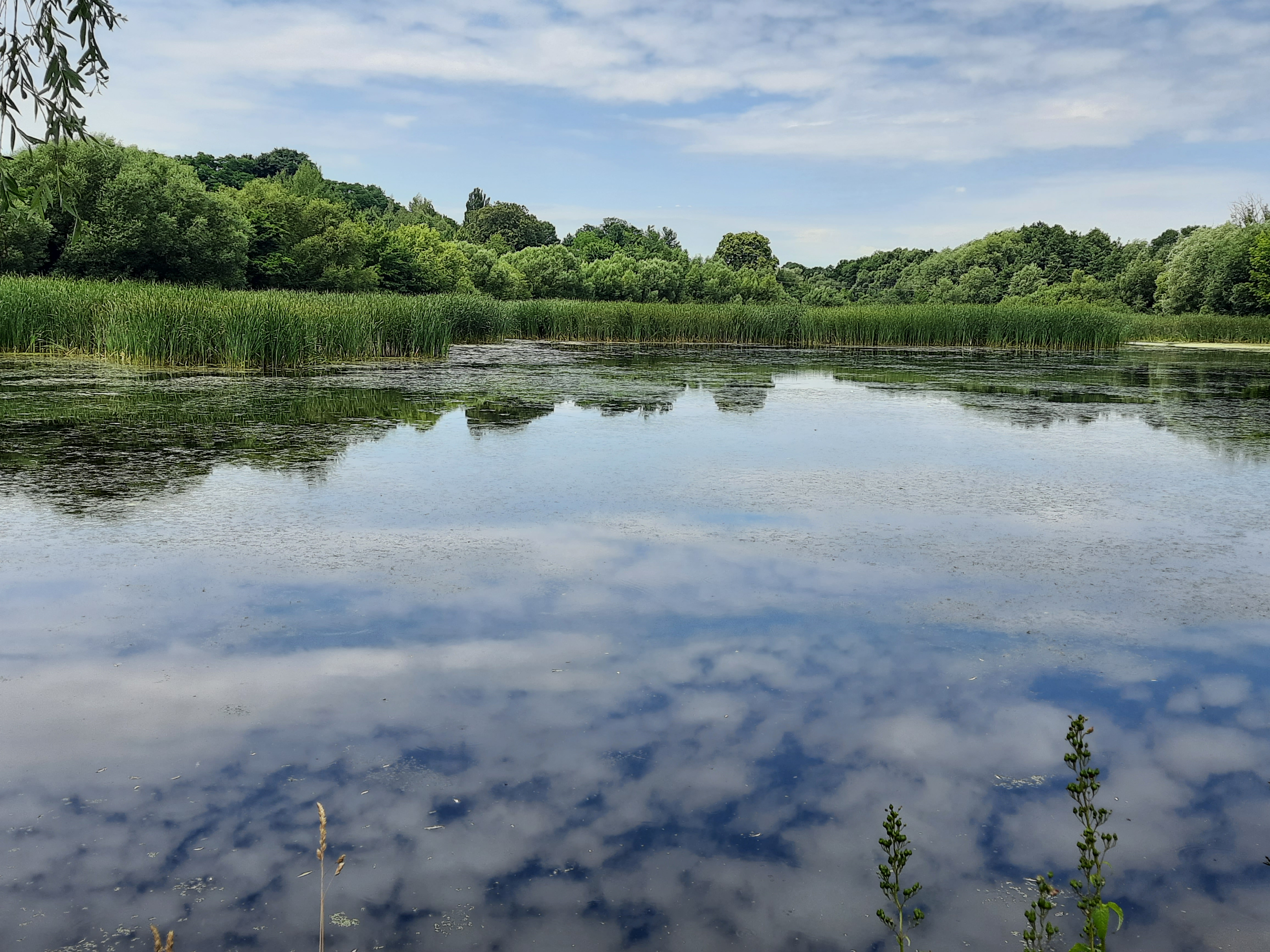
Став біля села